# Haakon Lorentzen

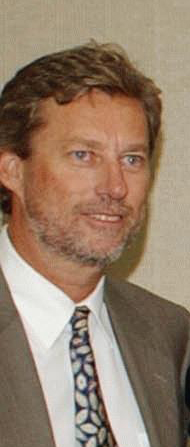
Haakon Lorentzen

Haakon Lorentzen (ur. 1954 r. w Oslo) – norweski przedsiębiorca, najstarszy syn Erlinga Lorentzena i norweskiej księżniczki Ragnhilde, wnuk króla Olafa V.
Służył w wojsku w Norwegii. Potem wyemigrował do Brazylii.
14 kwietnia 1982 poślubił Marthe Carvalho de Freitas (ur. 1958). Para ma troje dzieci:
- Olav Lorentzen (ur. 1985)
- Christian Lorentzen (ur. 1988)
- Sophia Lorentzen (ur. 1994)